# Rudi Adams
Rudi Adams (ur. 10 listopada 1919 w Masburgu, zm. 22 maja 2013) – niemiecki polityk i związkowiec, parlamentarzysta krajowy i europejski.

## Życiorys
Po ukończeniu szkoły średniej odbył praktykę w branży handlowej. W 1940 wcielony do Wehrmachtu, trafił do niewoli brytyjskiej, z której wyszedł w 1947. Od 1948 etatowy pracownik związku zawodowego IG Bergbau und Energie, wszedł także w skład rady nadzorczej Rheinische Braunkohlewerke. W latach 19571972 zasiadał jako sędzia honorowy z ramienia strony związkowej w Federalnym Sądzie Pracy. Od 1983 do 1989 kierował organizacją charytatywną Arbeiterwohlfahrt w Nadrenii Północnej-Westfalii.
W 1948 wstąpił do Socjaldemokratycznej Partii Niemiec. Od 1957 do 1975 zasiadał w radzie miejskiej Frechen, należał także do rady powiatu Kolonia (1952–1969) i był tam zastępcą landrata (1964–1969). W 1966 wszedł w skład Bundestagu w miejsce Wernera Figgena, pozostał jego członkiem do 1980. Od 1970 do 1979 był oddelegowany do Parlamentu Europejskiego, od 1977 pełnił funkcję jego wiceprzewodniczącego.
Był protestantem. Żonaty, miał dwoje dzieci.

## Odznaczenia
Odznaczony Orderem Zasługi Republiki Federalnej Niemiec: Krzyżem Wielkim I Klasy (1973) i Krzyżem Wielkim II Klasy (1980).